# Taba Padang Rejang
Taba Padang Rejang is een bestuurslaag in het regentschap Bengkulu Utara van de provincie Bengkulu, Indonesië. Taba Padang Rejang telt 561 inwoners (volkstelling 2010).